# Club Deportivo Molinense
El Club Deportivo Molinense era un club de fútbol de la ciudad de Molina de Segura (Murcia) España. Fue federado en 1971 y refundado en 1994 tras dejar de competir en 1987. En 2009, debido a los problemas económicos surgió su heredero, el actual Molinense.

## Historia

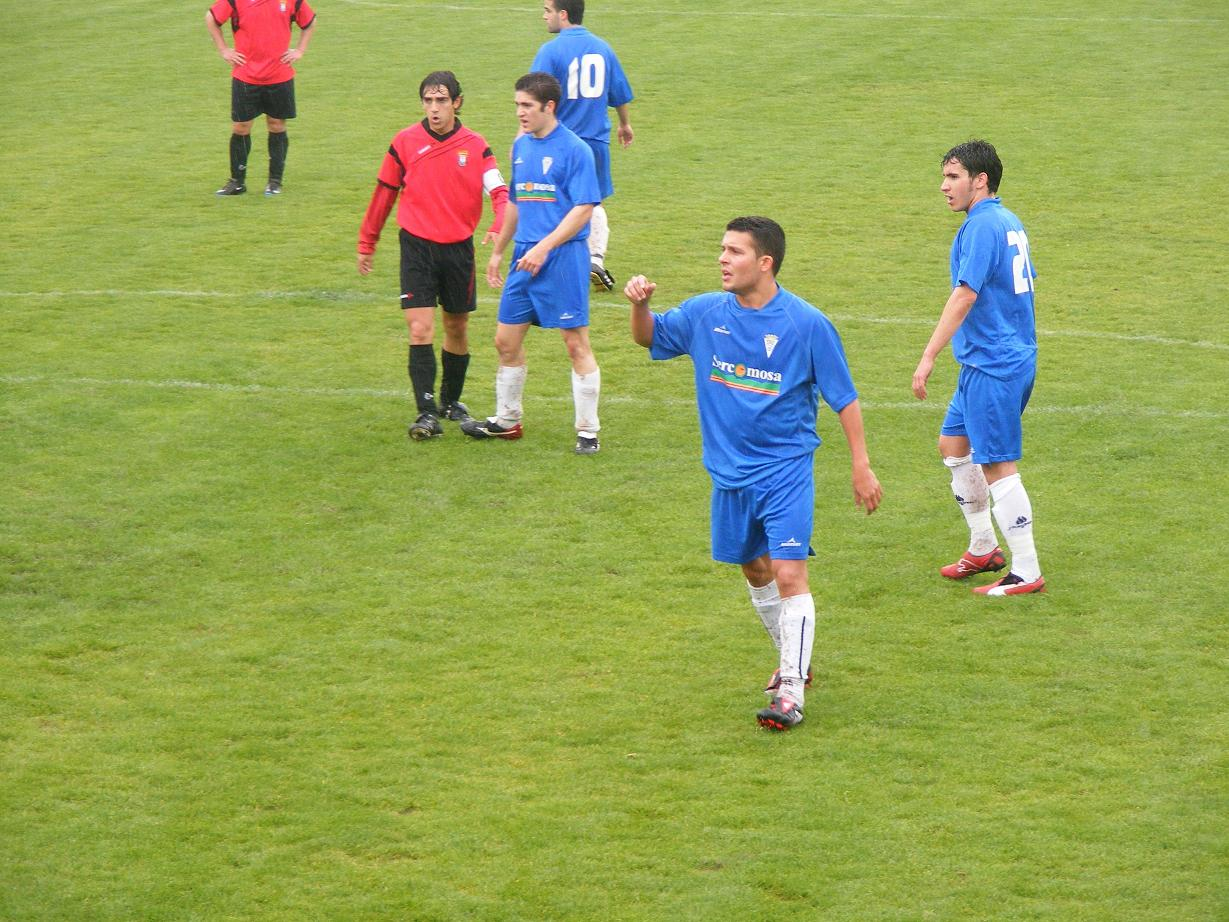
Un partido del Molinense contra el Abarán en la temporada 2008/09.

El fútbol en Molina de Segura sufrió muchas idas y venidas hasta que en 1971 se federa el Club Deportivo Molinense. Este club ya había competido bajo el mismo nombre décadas antes.  En los años 70' pasó a la historia del fútbol regional por ostentar el record de partidos oficiales sin perder. El equipo de Molina de Segura se mantuvo imbatido durante 64 encuentros consecutivos, entre octubre de 1973 y mayo de 1975. Durante estas dos temporadas, el Molinense logró sendos ascensos consecutivos, de Segunda a Primera Regional y, de esta categoría, a Regional Preferente.

Uno de los mayores artífices de esta racha fue ''Joaquín Sánchez Rex'', Presidente del club, quien no escatimó esfuerzos para confeccionar una plantilla de calidad, cimentada en futbolistas nacidos en Molina de Segura. Los excelentes resultados atrajeron a un gran número de aficionados que siguieron fielmente al equipo por todos los campos de la geografía murciana. En 1987 los problemas económicos hacen que el club deje de competir.

Tras varios años sin equipo de fútbol en la localidad, en 1994 se refunda el club adoptando el mismo nombre. Empezó a competir en la Territorial Preferente, y tras 5 años en la categoría consigue el ascenso a Tercera división española en 1999. Se mantiene en la categoría durante 8 años, hasta su descenso en 2007. En su primera temporada de vuelta a la Preferente finaliza 7.º, aquella temporada ascendieron los seis primeros clasificados. La siguiente campaña, el equipo acaba en los puestos bajos de la tabla. Finalmente, de nuevo los problemas económicos terminan por provocar que el equipo deje de competir. Ese mismo verano surge el Club de Fútbol Molina, actual Unión Molinense C.F, heredero directo del club.

## Uniforme
- Uniforme titular: Equipación Blanca al completo.

La equipación del Club que representa a Molina de Segura siempre ha sido blanca al completo, pero los últimos años del C.D Molinense, pasó a ser azul.
El actual Molinense empezó también siendo azul, pero en 2022 recuperó el blanco que históricamente caracteriza al equipo de Molina, volviendo así a sus orígenes.

## Estadio
El estadio Sánchez Cánovas se inauguró el 7 de septiembre de 1975.
La llegada de Joaquín Sánchez Rex a la presidencia del Molinense en el verano 1973, supuso un punto de inflexión en la historia del fútbol local. Sánchez Rex no sólo devolvió a los aficionados la ilusión por este deporte, ahormando una plantilla capaz de lograr un récord que aún perdura en el fútbol regional, sino que, además, dotó a la ciudad de las mejores infraestructuras deportivas conocidas hasta entonces.
El gran legado que ha dejado Sánchez Rex a la ciudad de Molina de Segura ha sido un estadio de fútbol: el estadio "Joaquín Sánchez Cánovas". Con este nombre el presidente del Molinense quiso homenajear a su padre. Décadas después de su inauguración, los ciudadanos continúan aprovechando estas instalaciones.
El estadio en un principio era de césped natural, pero una inundación causada por la lluvia destrozaron el terreno de juego.
Así que por unos años la superficie fue de tierra hasta que de nuevo se instaló el césped natural a principios de los años 2000.
Actualmente es de césped artificial y tiene una capacidad para unos 4500 espectadores. El estadio en su día fue propiedad del club, pero ahora el propietario es el Ayuntamiento de Molina.

## Datos del club
- Temporadas en 1.ª: 0
- Temporadas en 2.ª: 0
- Temporadas en 2.ªB: 0
- Temporadas en 3.ª: 12
- Mejor puesto en la liga: 8.º (Tercera división española temporada 81-82, 99-00)